# Catallassi
Il termine catallassi (o catallaxy) è stato coniato a partire dal concetto di catallattico - che è un nome alternativo a quello di "economia" per la scienza degli scambi, cioè il ramo del sapere che studia i fenomeni del mercato, cioè la determinazione delle relazioni di scambio reciproco di beni e servizi sul mercato, la loro origine nell'azione umana e i loro effetti sull'azione successiva.
Come ha ricordato Friedrich Hayek, "catallattico" È un termine preso dal greco katallássein che significa"scambiare", ma anche "ricevere nella comunità" e "fare un amico di un nemico". Da questo concetto, l'economista e filosofo di origine austriaca ha creato il termine "catallaxis" utilizzato per designare l'ordine generato dagli aggiustamenti reciproci delle numerose economie individuali in un mercato.
La parola catallarchia che ne deriva corrisponde all'applicazione della catallassi per arrivare a una soluzione al problema dell'organizzazione dell'intera società, e non solo dei mercati.